# Вишневогорськ
Вишневогорськ (рос. Вишневогорск) — робітниче селище у Каслинському районі Челябінської області Російської Федерації.
Входить до складу муніципального утворення Вишневогорське міське поселення. Населення становить 4219 осіб (2017).

## Історія
Від 27 лютого 1924 року належить до Каслинського району Челябінської області.
Згідно із законом від 16 листопада 2004 року органом місцевого самоврядування є Вишневогорське міське поселення.

## Населення
| 1959  | 1970  | 1979  | 1989  | 2002  | 2005  | 2006  |
| ----- | ----- | ----- | ----- | ----- | ----- | ----- |
| 9129  | ↘7862 | ↘6563 | ↘6268 | ↘5076 | ↘4908 | ↘4706 |
| 2007  | 2008  | 2009  | 2010  | 2011  | 2012  | 2013  |
| ↘4648 | ↘4628 | ↗5017 | ↘4569 | ↘4554 | ↘4486 | ↗4489 |
| 2014  | 2015  | 2016  | 2017  |       |       |       |
| ↘4467 | ↘4396 | ↘4300 | ↘4219 |       |       |       |